# Toni Schumacher (Fußballspieler, 1954)
Harald Anton „Toni“ Schumacher (* 6. März 1954 in Düren) ist ein ehemaliger deutscher Torhüter. Er war von 1974 bis 1987 Stammtorwart des 1. FC Köln, nachdem er bereits 1972 dort seine erste Station im Herrenbereich angenommen hatte. Nach seiner Kölner Zeit spielte er für eine Saison beim FC Schalke 04 und wechselte anschließend für drei Jahre in die Türkei zu Fenerbahçe Istanbul. Ende 1991 half er noch für mehrere Wochen beim FC Bayern München aus, ehe er für verschiedene Vereine als Torwarttrainer arbeitete. 1996 kam er für Borussia Dortmund im Alter von 42 Jahren noch einmal in der Bundesliga zum Einsatz. Beim SC Fortuna Köln hatte er von 1998 bis 1999 seine einzige Station als Cheftrainer. Von 2012 bis 2019 war Schumacher Vizepräsident des 1. FC Köln und dabei verantwortlich für den sportlichen Bereich.
Schumacher galt in den 1980er Jahren als einer der besten Torhüter der Welt. Er wurde mit der deutschen Nationalmannschaft Europameister und zweimal Vizeweltmeister. Außerdem wurde er zweimal deutscher, einmal türkischer Meister und gewann dreimal den DFB-Pokal. 1982 erregte er große Aufmerksamkeit durch die Verletzung des Franzosen Patrick Battiston in der Nacht von Sevilla. Einen Skandal verursachte 1987 in der Bundesrepublik die Veröffentlichung seines Buches Anpfiff, die das Ende seiner Zeit in Köln und in der Nationalmannschaft bedeutete. 1984 und 1986 wurde Schumacher zu Deutschlands Fußballer des Jahres gewählt. Außerdem kürte die FIFA ihn mit dem Silbernen Ball zum zweitbesten Spieler der WM 1986.

## Karriere

### Jugend
Im Alter von acht Jahren wurde Schumacher von einem Jungen aus der Nachbarschaft zum Training von Schwarz-Weiß Düren mitgenommen. Er spielte zunächst als Stürmer und stellte sich mit zwölf Jahren auf Anraten seines Trainers und seiner Mutter ins Tor, da er sich als Feldspieler zu sehr verausgabt habe. Er schaffte schließlich den Sprung in den Kader der A-Jugendnationalmannschaft.
1972 stand er mit Schwarz-Weiß Düren im Halbfinale um die Mittelrhein-Meisterschaft. Gegen den amtierenden A-Jugendmeister 1. FC Köln unterlag die Mannschaft mit 0:1. Dem Kölner Cheftrainer Josef Röhrig fiel das Torwarttalent auf, und er gewann Schumacher für den Profikader des FC. Um seine Lehre zum Kupferschmied beenden zu können, hatte Schumacher Abwerbeversuchen lange widerstanden.

### Vereinskarriere

#### 1. FC Köln
In seiner ersten Saison als Profi blieb Schumacher als Ersatztorwart ohne Einsatz in der Bundesliga. Als sich Stammtorhüter Gerhard Welz in der Folgesaison verletzt hatte, debütierte Schumacher 19-jährig am 8. September 1973 (6. Spieltag) beim Bundesligaspiel gegen den VfL Bochum (2:2). Er nutzte seine Chance und war ab der Saison 1974/75 Kölns neue Nummer eins. In den 1970er Jahren gehörte der 1. FC Köln um Spielmacher Wolfgang Overath stets zu den besten fünf der Liga, ohne einen großen Titel zu gewinnen. Schumacher entwickelte sich als Torhüter weiter und zählte zu den hoffnungsvollsten deutschen Talenten. Nach dem Sieg im DFB-Pokal 1976/77 beendete Overath seine Karriere, doch Trainer Hennes Weisweiler führte den FC 1977/78 mit Spielern wie Dieter Müller, Heinz Flohe und Harald Konopka zum Double aus Meisterschaft und Pokalsieg. Zwischen 1977 und 1983 stand Schumacher 213 Bundesligaspiele in Folge im Tor, ehe eine vereinsinterne Sperre wegen eines Streits mit Trainer Rinus Michels diese Serie stoppte. Trotz seiner teils unbequemen Art galt der Torhüter als einer der Besten in der Bundesliga und wurde 1984 und 1986 zu Deutschlands Fußballer des Jahres gewählt. 1987 veröffentlichte er sein Enthüllungsbuch Anpfiff, worauf er in der Nationalmannschaft und auch bei den Kölnern suspendiert wurde.
Nach 422 Bundesligaspielen, 67 Europapokal-Spielen und 55 Partien im DFB-Pokal endete nach 15 Jahren Schumachers aktive Ära in Köln.

#### Schalke 04
Im Sommer 1987 wechselte er zum Bundesligisten FC Schalke 04, mit dem er 1988 als Tabellenletzter abstieg. Die Mannschaft musste in der Saison dabei 84 Gegentore hinnehmen. Schumacher verpasste in der Saison eins von 34 Spielen und griff 80 Mal hinter sich.

#### Fenerbahçe Istanbul, Bayern München und Borussia Dortmund
Nach dem Schalker Abstieg unterschrieb er einen Vertrag beim türkischen Verein Fenerbahçe Istanbul. In der Türkei erarbeitete er sich den Status als Publikumsliebling und führte die Mannschaft als Kapitän bereits in der ersten Saison zur Meisterschaft.
Nach drei Jahren kehrte der mittlerweile 37-Jährige 1991 nach Deutschland zurück und wurde im Oktober 1991 vom FC Bayern München als Ersatz für die verletzten Torhüter Raimond Aumann und Sven Scheuer verpflichtet. Unter Trainer Sören Lerby spielte er zwischen Oktober und Dezember insgesamt achtmal.
Am 29. Februar 1992 wurde er im Münchener Olympiastadion beim FC Bayern verabschiedet und er beendete seine Spielerkarriere. Zu seinem Abschiedsspiel Mitte April 1992 kamen mehr als 50 000 Zuschauer ins Müngersdorfer Stadion. Anlässlich des Spiels bezeichnete ihn das Hamburger Abendblatt als „eine der großen Spielerpersönlichkeiten“, „jene Spezies skurriler Typen also, die in der Bundesliga auszusterben droht.“ Seinen endgültig letzten Bundesligaeinsatz hatte er allerdings erst am 18. Mai 1996 für Borussia Dortmund, wo er als Torwarttrainer und für den Notfall als Ersatztorhüter tätig war. Schumacher wurde in der 88. Minute beim 3:2-Heimsieg über den SC Freiburg im letzten Spiel der Saison, als der BVB bereits als Meister feststand, von Trainer Ottmar Hitzfeld für Wolfgang de Beer eingewechselt. So gewann er als Spieler noch seine zweite deutsche Meisterschaft. Eigener Aussage nach betrieb Schumacher, der als „einer der Härtesten seiner Zunft“ bezeichnet wurde, während seiner Laufbahn „Raubbau an [s]einem Körper“.

### Karriere in der Nationalmannschaft

#### 1979 bis 1982
Nach Einsätzen für die A-Jugendnationalmannschaft und die B-Nationalmannschaft feierte Schumacher am 26. Mai 1979 beim 3:1-Erfolg über Island seine Premiere in der A-Nationalmannschaft, als er zur zweiten Halbzeit für Sepp Maier ins Tor beordert wurde. Nach Maiers Karriereende in der Nationalmannschaft 1979 war von Bundestrainer Jupp Derwall eigentlich Norbert Nigbur als Stammtorwart für die EM 1980 vorgesehen. Nach dessen Verletzung rückte Schumacher auf und die Bundesrepublik gewann die Europameisterschaft. Im Finale spielte Schumacher mit einem gebrochenen Mittelhandknochen. Schumacher etablierte sich nach sieben Spielen und dem Titelgewinn als neuer Stammtorwart.
Für den Gewinn des Turniers wurde er von Bundespräsident Karl Carstens mit dem Silbernen Lorbeerblatt ausgezeichnet.

#### Nacht von Sevilla 1982
Bei der WM 1982 in Spanien wurde die Bundesrepublik Deutschland Vizeweltmeister, wobei Schumacher lange Zeit die Aufmerksamkeit negativ bestimmte. Im Halbfinale gegen Frankreich, der sogenannten „Nacht von Sevilla“, ging er äußerst energisch gegen Patrick Battiston vor; eine Aktion, die weltweit als brutales, dem Anschein nach vorsätzliches Foul gesehen wurde, das der dabei gut postierte Schiedsrichter nicht als solches ahndete. Battiston verlor zwei Zähne, brach sich einen Halswirbel und musste mit einer Gehirnerschütterung vom Platz getragen werden. Nach der Partie erzeugte Schumacher mit der Bemerkung, er wolle Battiston seine Jacketkronen zahlen, internationale Kritik. Fortan galt er in Frankreich als Inbegriff des „hässlichen Deutschen“ – ein Image, das zu korrigieren ihm erst Jahre später gelang. Zu einem späteren Zeitpunkt stellte Schumacher klar, die Äußerung sei als Ausdruck seiner Erleichterung zu verstehen, da er befürchtet hatte, Battiston liege im Koma. Wortwörtlich hatte Schumacher gesagt: „Wenn es nur die Jacketkronen sind, die bezahle ich ihm gerne.“
Anlässlich der Aufregung um die Verletzung Battistons gaben der französische Präsident François Mitterrand und der deutsche Bundeskanzler Helmut Schmidt angeblich eine gemeinsame Presseerklärung heraus. Schumacher bat später öffentlich und bei Battiston persönlich um Entschuldigung für den Vorfall, die der Franzose auch annahm. In einem späteren Interview sagte Schumacher, er habe nicht vorgehabt, Battiston zu foulen, sondern den Ball zu fangen. Er sei nicht zu dem verletzten Battiston hingegangen, weil dieser von wütenden französischen Mitspielern umringt war und er die Situation nicht habe eskalieren lassen wollen. Später habe er im Überschwang den Satz mit den Jacketkronen gesagt, den er heute bereue. Ebenso bereue er, nicht ins Krankenhaus zu Battiston gefahren zu sein. Im anschließenden Elfmeterschießen dieser Begegnung hielt Schumacher zwei Elfmeter und trug damit maßgeblich zum Erreichen des Endspiels bei.

#### 1982 bis 1986

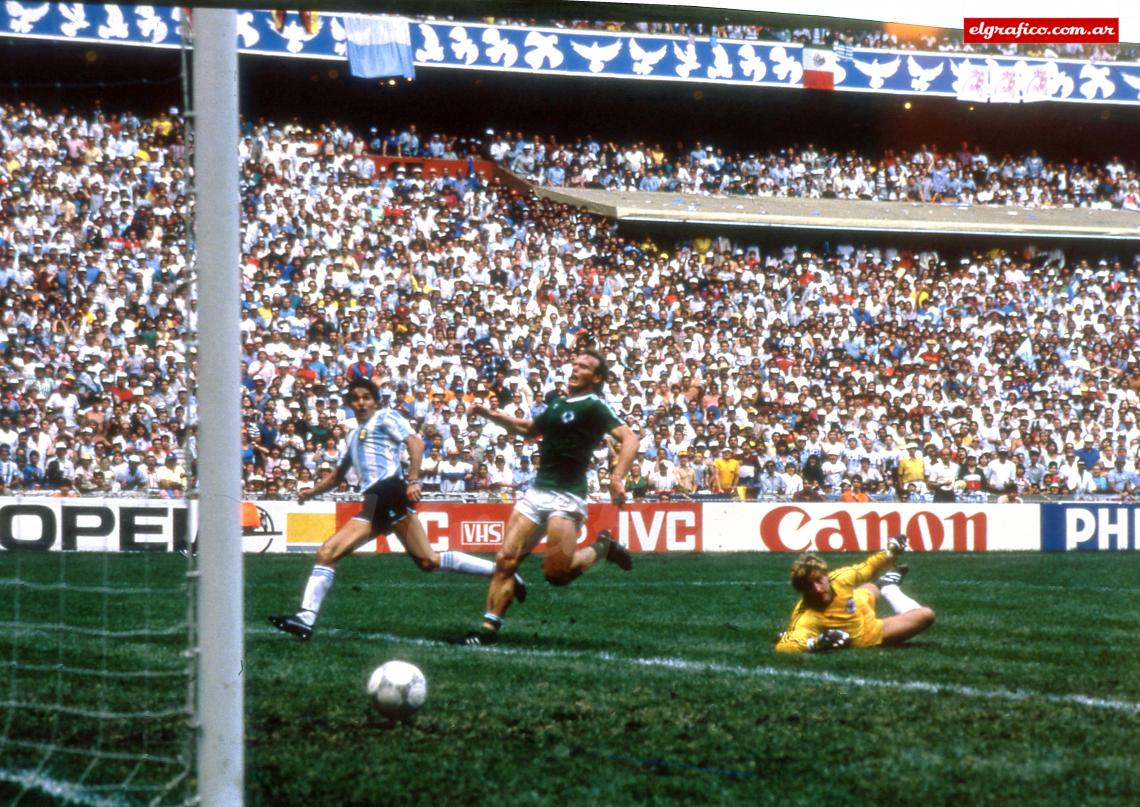
WM-Finale 1986: Burruchaga entwischt Briegel, überwindet Schumacher und trifft zum 3:2

Vier Jahre später bei der WM 1986 in Mexiko stand Schumacher bei seiner zweiten WM im Tor und übernahm für den angeschlagenen Karl-Heinz Rummenigge zeitweise die Funktion des Mannschaftskapitäns. Beim Viertelfinale gegen Gastgeber Mexiko kam es zum Elfmeterschießen, bei dem Schumacher zwei Elfmeter hielt. Im Halbfinale traf die Bundesrepublik erneut auf Frankreich und Battiston, der für das Turnier ebenfalls nominiert worden war. Es kam zu keinen weiteren Zwischenfällen und Schumacher machte ein fehlerfreies Spiel. Deutschland erreichte erneut das Endspiel, in dem Schumacher bei Argentiniens Führungstreffer ein folgenreicher Fehler unterlief. Trotz seines Fehlers und der Finalniederlage wurde Schumacher aufgrund seiner insgesamt überragenden Leistungen zum besten Torhüter des Turniers und zum zweitbesten Spieler nach Diego Maradona gewählt. Schumacher hatte zwar das Ende seiner Länderspielkarriere angekündigt, doch er revidierte diese Entscheidung nach dem Turnier – er wolle seine Karriere im Tor der DFB-Elf fortsetzen.
Nach der Veröffentlichung seines Buches Anpfiff suspendierte ihn der Teamchef Franz Beckenbauer von der Nationalmannschaft. Damit war das Länderspiel am 15. Oktober 1986 gegen Spanien (2:2) in Hannover sein letzter Einsatz. In einem späteren Interview sagte Schumacher, Beckenbauer habe ihm zunächst Mut zugesprochen. Er vermutete, dass Beckenbauer auf Druck des DFB-Präsidenten Hermann Neuberger habe handeln müssen. In Anpfiff hatte Schumacher den Vorwurf erhoben, Doping gehöre in der Bundesliga zum Alltag. Er selbst habe Captagon im Training ausprobiert. Außerdem kritisierte er, ohne Namen zu nennen, dass Nationalspieler bei der WM 1982 die Nächte mit Alkoholkonsum, Pokerpartien und Frauengeschichten verbracht hätten. Seine Nachfolger in der Nationalmannschaft wurden Eike Immel und Bodo Illgner.

## Karriere als (Torwart-)Trainer

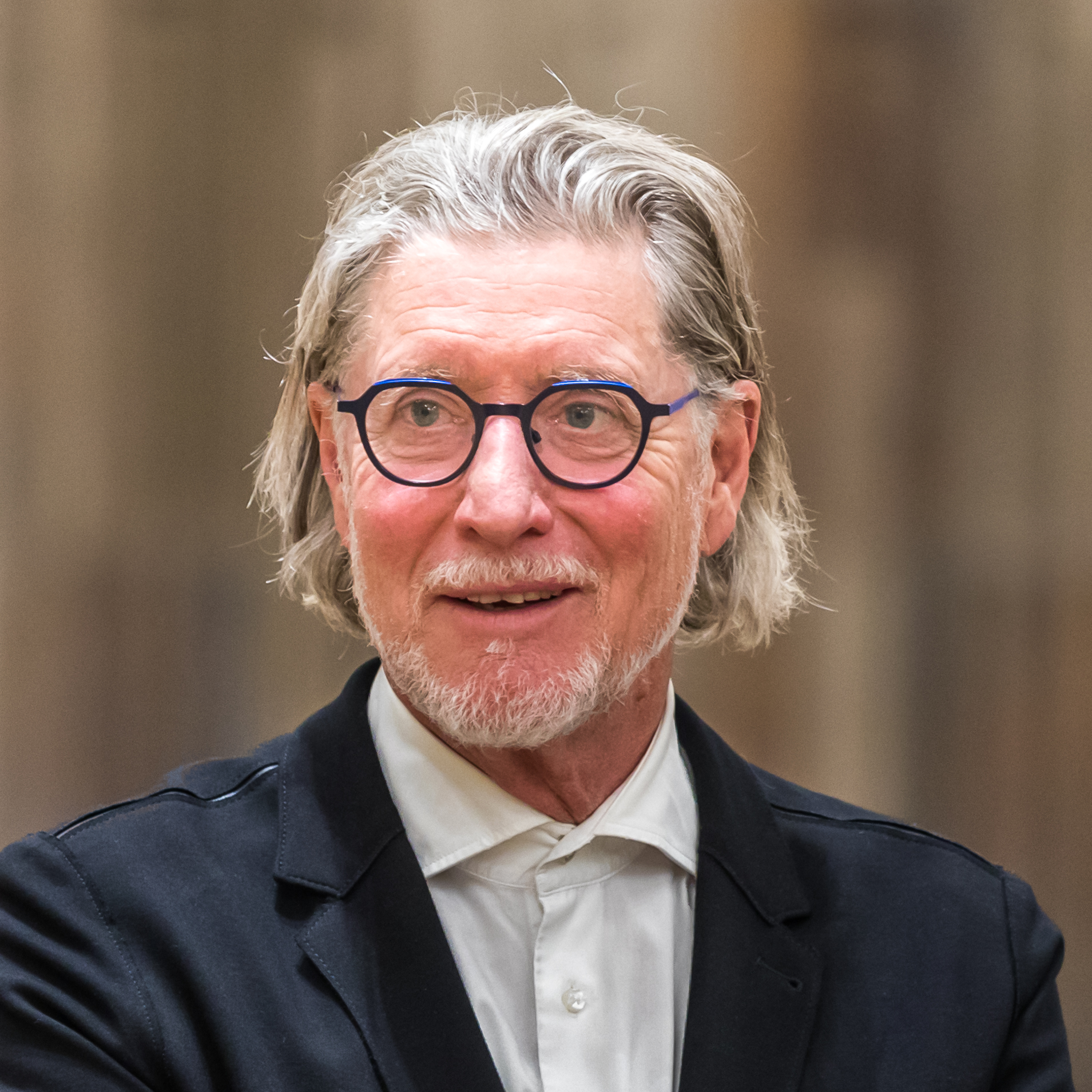
Toni Schumacher (2023)

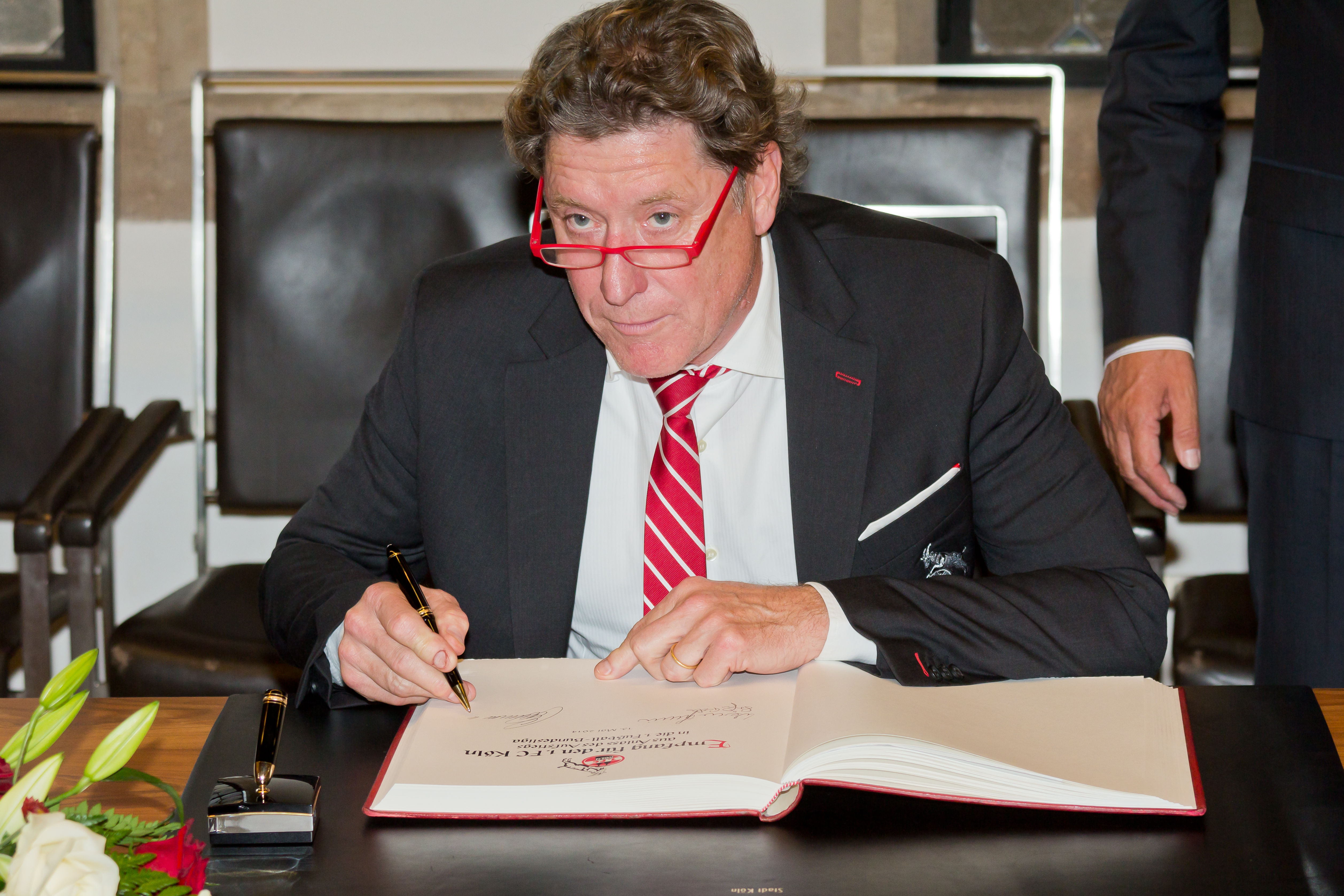
Schumacher beim Empfang für den 1. FC Köln im Rathaus nach dem Bundesliga-Aufstieg 2014

Nach seiner Spielerkarriere war er bei der Europameisterschaft 1992 für den Fernsehsender Sat.1 als Co-Kommentator tätig. Schumacher übernahm zu Beginn der Saison 1992/93 das Amt des Torwarttrainers der ersten Mannschaft seines ehemaligen Vereins Schalke 04. Zur Saison 1993/94 arbeitete er in gleicher Funktion bei Bayern München und von 1994 bis 1998 schließlich bei Borussia Dortmund. Dort wurde er im letzten Spiel der Saison 1995/96 kurz vor Schluss eingewechselt und feierte so seine zweite deutsche Meisterschaft als Spieler. Sowohl in München als auch in Dortmund konnte er zu deutschen Meistertiteln beitragen, 1997 sogar zum Gewinn der Champions League.
Im Sommer 1998 löste er seinen früheren Mitspieler Bernd Schuster als Cheftrainer beim Zweitligisten SC Fortuna Köln ab. Dort wurde er am 15. Dezember 1999 in der Halbzeit der Partie gegen den SV Waldhof Mannheim beim Spielstand 0:2 gegen Fortuna vom Präsidenten seines Vereins, Jean Löring, entlassen. Im Januar 2001 wurde Schumacher unter Cheftrainer Berti Vogts Teil eines für damalige Verhältnisse ungewöhnlich umfangreichen Co-Trainer-Stabes bei Bayer 04 Leverkusen, dem auch Pierre Littbarski, Peter Hermann und Wolfgang Rolff angehörten. Er blieb dem Verein auch unter Klaus Toppmöller als Torwarttrainer erhalten. Damit war er Teil des Trainerstabes in der Saison 2001/02, in der es Bayer Leverkusen als neben dem FC Bayern München einzigen deutscher Mannschaft gelang, sowohl in der Meisterschaft als auch im Pokal wie auch in einem europäischen Wettbewerb unter die zwei besten Mannschaften zu kommen. Schumacher verließ den Verein nach der Saison 2002/03, da er mit Klaus Augenthaler nicht zurechtkam, der den Klub zwei Spieltage vor Ende der Saison übernommen und vor dem Abstieg bewahrt hatte.

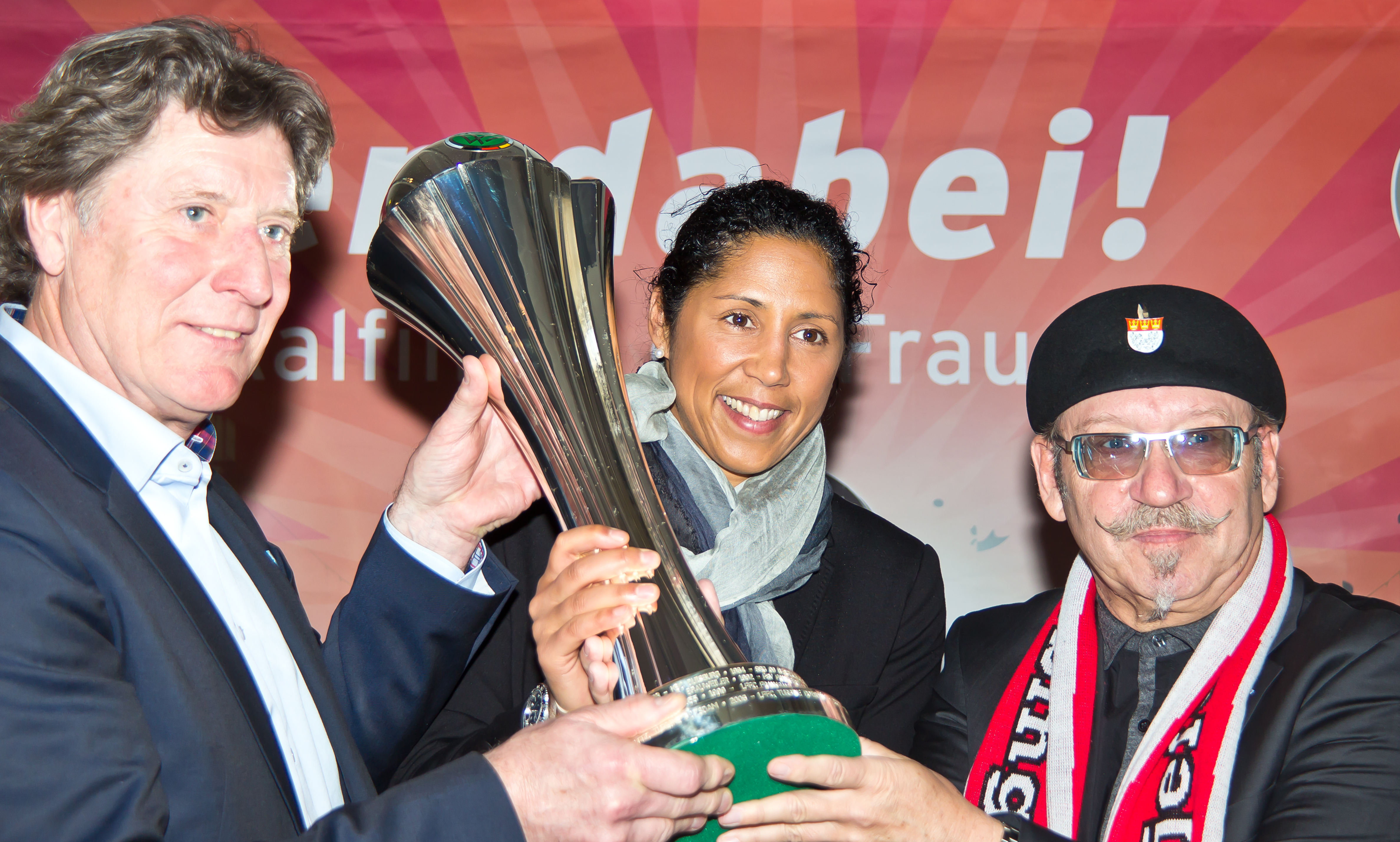
Finalbotschafter Schumacher und Höhner-Schlagzeuger Janus Fröhlich nehmen im Mai 2013 den DFB-Pokal der Frauen für das Endspiel in Köln von DFB-Direktorin Steffi Jones entgegen

Zwischen 2003 und 2012 zog sich Schumacher aus dem Vereinsfußball zurück und war unter anderem Geschäftsführer und Teilhaber der Sportmarketingagentur Sports First in Köln. Außerdem war er bei großen Turnieren als Experte im Ersten und für das ZDF zu sehen.
Am 23. April 2012 wurde Schumacher zusammen mit Werner Spinner als Präsident und Markus Ritterbach als Vizepräsident mit 91,4 % der gültigen Stimmen in einer außerordentlichen Mitgliederversammlung zum Vizepräsidenten des 1. FC Köln gewählt. Er war während seiner Amtszeit innerhalb des Präsidiums primär für den sportlichen Bereich zuständig. Anfang September 2019 endete seine Amtszeit. Bereits seit 2011 ist er Botschafter der Stadt Köln für das von Berlin nach Köln verlegte Finale des DFB-Pokals der Frauen.

## Buchautor
Als im März 1987 Schumachers Buch Anpfiff, Enthüllungen über den deutschen Fußball erschien, waren dem Torhüter die Schlagzeilen sicher. Ursprünglich habe er eine Art Zwischenbilanz seiner bisherigen Karriere ziehen wollen, doch das Werk geriet zu einer Generalabrechnung. Die heftigsten Reaktionen riefen die massiven Dopingvorwürfe hervor. Zudem attackierte er einige seiner ehemaligen Mitspieler mit teilweise beleidigenden Äußerungen. In der Folge entwickelte sich die vorläufige Bilanz zu einem abschließenden Fazit der fußballerischen Laufbahn Schumachers in Deutschland. Nicht zuletzt wegen des gewaltigen Medienrummels wurde das Buch – von der Tageszeitung in Anspielung auf Schumachers Religionszugehörigkeit genüsslich als der „katholische Vorläufer der Satanischen Verse“ bezeichnet – zum Bestseller. Insgesamt wurde das Buch in 15 Sprachen übersetzt und mehr als eineinhalb Millionen Mal verkauft. Allein in Deutschland fand es rund 300.000 Käufer. Auch rückblickend steht Schumacher zu der Veröffentlichung. Er betonte stets, dass er das Buch jederzeit wieder schreiben würde. Bezogen auf die für ihn negativen Folgen fügte er hinzu: „Lieber ein Knick in der Laufbahn als im Rückgrat.“
Ein weiteres Buch unter dem Titel Einwurf: Wahrheiten über den Fußball und mein Leben wurde 2017 veröffentlicht. Hier spricht er u. a. über seine Polyneuropathie und die Narben, die er sich in Spielen zuzog, u. a. gegen Klaus Toppmöller vom 1. FC Kaiserslautern.

## Privatleben
Schumacher hat aus 16 Ehejahren mit seiner ersten Frau einen Sohn (* 1978) und eine Tochter (* 1981). Auf beide Kinder wurde in den 1980er-Jahren ein Entführungsversuch verübt. Während eine aufmerksame Lehrerin den Versuch einer Unbekannten vereitelte, den sechsjährigen Sohn von der Schule abzuholen, wurde die Tochter am Geißbockheim in ein Auto gezerrt, aber bald darauf wenige Kilometer entfernt unverletzt aufgefunden.
Die Ehe wurde 1992 geschieden, nachdem Schumacher seine spätere zweite Ehefrau kennengelernt hatte. Er lebt mit ihr und einer gemeinsamen Tochter (* 2003) in Köln-Sürth.

## Bemerkenswertes
- Schumachers Spitzname „Toni“ wird mitunter abgeleitet von dem legendären Kölner Schlussmann Toni Schumacher, der 1963/64 mit dem 1. FC Köln deutscher Meister wurde. In seinem Buch Anpfiff schreibt er, dass sich der Spitzname nach seinem zweiten Vornamen Anton und nach dem Torwart der Weltmeistermannschaft von 1954, Toni Turek, ableite. Vor allem aber gab es zu seiner aktiven Zeit beim 1. FC Köln den Verteidiger Harald Konopka, sodass es zu Missverständnissen hätte kommen können, wenn ein Mitspieler „Harald“ gerufen hätte. Deshalb soll ihm sein Mannschaftskollege Heinz Simmet den Rufnamen „Toni“ gegeben haben.[20]
- Toni Schumacher ist mit 422 Partien bis heute Bundesliga-Rekordspieler des 1. FC Köln.
- Schumacher ist nach Rudi Kargus der Bundesligatorwart mit den meisten gehaltenen Strafstößen (18, Kargus 23).
- Bekannt waren seine Elfmeterwetten mit den Spielern des FC Bayern München, Karl-Heinz Rummenigge und Paul Breitner. Bei einem Elfmeter gegen ihn wettete er, dass weder Rummenigge (um 500 DM) noch Breitner (um 200 DM) den Strafstoß verwandeln würde. Das Geld hatten die Spieler immer in den Stutzen dabei.[21]
- Neben Andreas Reinke ist er der einzige Torwart, der mit zwei verschiedenen Vereinen deutscher Meister wurde und in diesen Spielzeiten auch eingesetzt wurde (1. FC Köln, 1977/78; Borussia Dortmund, 1995/96), wobei sein zweiminütiger Einsatz für den BVB 1996 nur symbolischer Natur war.
- Durch seinen Kurzeinsatz für Borussia Dortmund am 18. Mai 1996 ist Schumacher mit 42 Jahren, zwei Monaten und 13 Tagen der bis heute drittälteste Spieler, der in einem Pflichtspiel in der Bundesliga eingesetzt wurde.[22] Außerdem ist er dadurch der älteste Spieler, der deutscher Meister wurde.[23]
- Toni Schumacher machte schon seit den frühen 70er-Jahren – und damit im Profisport vergleichsweise früh – von Methoden des autogenen Trainings Gebrauch.[24]
- Die Zeit druckte am 10. Mai 1991 ein Interview mit Schumacher.[25] Das Gespräch führte der Journalist André Müller, der durch seine schonungslosen Interviews mit berühmten Persönlichkeiten bekannt wurde.[26] In dem Gespräch konfrontierte Müller Schumacher mit Ausschnitten aus Peter Handkes Erzählung Die Angst des Tormanns beim Elfmeter. Schumachers Antworten verleiteten die Feuilletons anderer Zeitungen zu dem Schluss, dass er Handkes Text kritisiert habe – tatsächlich kannte er die Erzählung aber nicht. Einen zentralen Punkt des Gespräches bilden Schumachers zahlreiche Verletzungen und die eiserne Disziplin, mit der er auch verletzt weiterspielte, die Verletzung, die er seinem Gegenspieler Patrick Battiston beigebracht hatte, und der Schmerz über seine Ächtung nach Veröffentlichung des Buchs Anpfiff.
- Die deutsche Punkrock-Band Knochenfabrik widmete Schumacher ein Lied.
- Im Dezember 2020 spielte er in der Satiresendung Kroymann sich selbst und präsentierte in einem Sketch das Thema Homosexualität als Promi in der Öffentlichkeit.

## Erfolge
- Vize-Weltmeister – 1982, 1986
- Europameister – 1980
- Deutscher Meister – 1978 mit dem 1. FC Köln, 1996 mit Borussia Dortmund
- DFB-Pokal-Sieger – 1977, 1978, 1983, jeweils mit dem 1. FC Köln
- UEFA-Pokal-Finalist – 1986
- Türkischer Meister – 1989 mit Fenerbahçe Istanbul

## Auszeichnungen
- Deutschlands Fußballer des Jahres 1984, 1986
- Silberner Ball für den zweitbesten Spieler der Fußball-Weltmeisterschaft 1986[27]
- Einstufung als Weltklasse in der Rangliste des deutschen Fußballs: Winter 1980/81, Sommer 1981, Winter 1981/82, Winter 1982/83, Sommer 1983, Winter 1983/84, Sommer 1984, Winter 1984/85, Sommer 1986
- Kicker-Torhüter des Jahres: 1980, 1981, 1982, 1984, 1985, 1986

## Werke
- Anpfiff. Enthüllungen über den deutschen Fußball. Droemer Knaur, München 1987, ISBN 3-426-26298-3. (Platz 1 der Spiegel-Bestsellerliste vom 16. März bis zum 10. Mai 1987)
- Einwurf. Wahrheiten über den Fußball und mein Leben. Heyne, München 2017, ISBN 978-3-453-20154-5.

## Film & Fernsehen
- 2011: Gastrolle bei Danni Lowinski, Folge „Wintermärchen“ am 23. Mai.
- 2025: Gast in der Quizsendung Wer weiß denn sowas? am 14. April.